# ٻ
ٻ حرف من الحروف الإضافية في الأبجدية العربية. يضاف هذا الحرف إلى الأبجدية العربية لترجمة بعض الأحرف الأجنبية ترجمة صوتية. ويستخدم لتمثيل صوتِ انفجارٍ ضمنيٍ شفهيٍ من كلا الشفتين في لغة الهوسا واللغة السندية.

## الكتابة
| الموقع من الكلمة: | معزول | بدائي | وسطي | نهائي |
| ----------------- | ----- | ----- | ---- | ----- |
| شكل الحرف:        | ٻ     | ٻـ    | ـٻـ  | ـٻ    |